# Benito Ignacio de Salazar
Benito Ignacio de Salazar (Baños de Río Tobía, 1615-diciembre de 1692) fue un obispo de Barcelona y diputado eclesiástico de la Diputación del General de Cataluña entre 1689 y 1692. 
Las crónicas de la época definieron su mandato como "pacificador y activo ante los conflictos que le tocó vivir".
Antes de convertirse en diputado eclesiástico, tuvo una formación muy rica: llegó a ser abad de San Millán de la Cogolla y, más tarde, el primer abad general de la Congregación de Monasterios de San Benito, que inició sus actividades a mediados del siglo XVII.
Esta posición le granjeó grandes y poderosas amistades, como la del rey de España Carlos II. El rey le propuso que fuera obispo en Chiapas (México), pero Benito rechazó la propuesta alegando que no quería abandonar España. "También Carlos II le sugirió que fuera obispo en Lérida, pero tampoco pudo ser. Al final, la opción de Barcelona fue la que se llevó a cabo".
De Salazar fue obispo de Barcelona durante nueve años (1683-1692). En 1689 fue extraído a suertes diputado eclesiástico del General o Generalidad para el trienio 1689-1692. 
El nuevo dirigente se enfrentó a tiempos muy convulsos. El primer conflicto al que tuvo que hacer frente fue a una revuelta de campesinos denominada 'la de los gorretes'. Los bajos estamentos se movilizaron con el objetivo de pagar menos impuestos y denunciar la explotación que sufrían. Gracias a que prometió interceder ante el rey por los campesinos para que pagaran menos impuestos y les indultara, se calmó la revuelta.
Le tocó tratar una guerra contra Francia, que quería conquistar Cataluña. A diferencia de lo que ocurrió siglos atrás, "los catalanes fueron muy fieles a España en su lucha contra Francia". El mandatario riojano reclamó por aquel entonces un ejército más poderoso para contener la invasión, pero tardó en llegar. "Al final, aparecieron los refuerzos y pudieron reprimir a los galos". 
En diciembre de 1692 murió por una repentina pulmonía que le segó la vida.